# Облога Володимира (1156)
Облога Володимира Юрієм Долгоруким — невдала спроба Юрія Долгорукого захопити у 1156 році Волинь для свого племінника Володимира Андрійовича згідно з договором з його батьком Андрієм Добрим, скориставшись попереднім захопленням Волині Мстиславом Ізяславичем у його дядька Володимира Мстиславича.

## Хід подій
Мстислав Ізяславич впродовж київського князювання свого батька і його боротьби проти Юрія Долгорукого в 1146—1154 році княжив у Переяславі і був основним виконавцем доручень свого батька Ізяслава Мстиславича, під контролем якого перебували на той час крім Києва і Переяслава також Турів і Волинь.
Після смерті Ізяслава в 1154 році волинським князем став Володимир Мстиславич. Через нерішучість Ростислава Мстиславича смоленського в ході утримання київського князювання Мстислав залишив Переяслав. Київським князем став Юрій Долгорукий, який посадив у Турові і Переяславі своїх синів.
У 1156 році Мстислав вигнав свого дядька, мачешича Володимира Мстиславича з Володимира, зробивши перший крок до повернення батьківської спадщини. Володимир утік до Угорщини. Юрій Долгорукий отримав привід втрутитися у волинські справи з метою посадити на волинське князювання Володимира Андрійовича, хоча до останнього моменту Юрій пояснював свої дії як відновлення прав Володимира Мстиславича.
Облога тривала 10 днів, дружина Юрія і галичани вели штурми від двох воріт. Під час облоги Володимир Андрійович здійснив рейд в червенську землю і був поранений стрілою в горло зі стіни Червена.
Коли союзники відступили від Володимира і стали відходити на схід у напрямку Києва, Мстислав зробив вилазку і палив села до Дорогобужа, який, врешті-решт, з прилеглою волостю — Погоринню отримав Володимир Андрійович від Юрія.

## Підсумки
Мстислав Ізяславич істотно зміцнив свої позиції, згодом зміг залишити Волинське князівство своїм нащадкам. Ростислав Мстиславич, спочатку визнавши Долгорукого київським князем, був незадоволений порушенням прав своєї лінії, що підштовхнуло Ростислава і Мстислава підтримати Ізяслава Давидовича як претендента на київське князювання. Виступу союзників не відбулося з причини смерті Юрія (1157). Ізяслав став київським князем, але пізніше був повалений Ростиславом і Мстиславом і убитий чорними клобуками в 1161 році.